# Daniela Mereles
Daniela Mereles (Asunción, Paraguay; 11 de marzo de 1998) es una futbolista paraguaya. Juega de defensora en Ferro carril oeste de la Primera División Femenina de Argentina.

## Trayectoria

### Inicios
Luego de jugar durante su niñez y parte de su adolescencia con otros varones en partidos callejeros, a sus 14 años realizó pruebas en San Lorenzo, en donde jugó por 5 años al fútbol. También jugó futsal, llegando a participar de la Copa Libertadores Femenina de Futsal 2016 disputada en Chile, donde anotó un gol. Luego de su paso por "El Ciclón" jugó por 3 años y medio en Kimberley Futsal, donde disputó la Copa Libertadores de Futsal Femenino 2019 celebrada en Brasil

### River Plate
Llegó a River Plate en mediados de 2019 incentivada por Lucía Martelli, jugadora del conjunto "millonario". En julio de 2020 firma su contrato profesional.

### Estudiantes (BA)
A finales de 2022 se confirma su llegada a Estudiantes de Buenos Aires.

## Estadísticas

### Clubes
| Club           | Liga               | País      | Año               |
| -------------- | ------------------ | --------- | ----------------- |
| River Plate    | Primera División A | Argentina | 2019 - 2022       |
| Estudiantes BA | Primera División A | Argentina | 2022 - actualidad |